# Peter Brötzmann

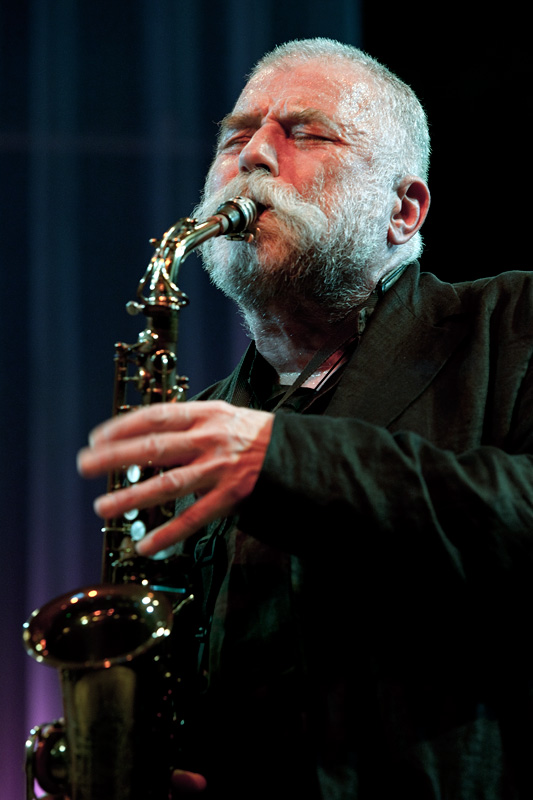
Peter Brötzmann, Moers Festival 2010

Peter Brötzmann (6 tháng 3 năm 1941 – 22 tháng 6 năm 2023) là một nghệ sĩ saxophone và clarinet người Đức.
Brötzmann là một trong những nhạc sĩ free jazz châu Âu quan trọng nhất. Ông đã xuất hiện trong hơn một 100 album khác nhau với các vai trò khác nhau.

## Đĩa nhạc

### Trong vai trò trưởng nhóm, hoặc solo
- For Adolphe Sax (1967)
- Machine Gun (1968)
- Nipples (1969)
- More Nipples (1969)
- Fuck de Boere: Dedicated to Johnny Dyani (1970)
- Solo (1976)
- Alarm (1981)
- 14 Love Poems (1984)
- No Nothing (1991)
- Dare Devil (1992)
- The März Combo Live in Wuppertal (1993)
- Nothing to Say - Dedicated to Oscar Wilde: A Suite of Breathless Motion (1996)
- Sprawl (1997)
- Right as Rain - Dedicated to Werner Ludi (2001)
- Usable Past (EP) (2002)
- Lost & Found (2009)

### Trong vai trò thành viên
Brötzmann Clarinet Project - với John Zorn, và những người khác
- Berlin Djungle (1987)

The Chicago Octet/Tentet/Tentet Plus Two
- The Chicago Octet/Tentet (1997)
- Stone/Water (2000)
- Two Lightboxes (2000)
- Broken English (2001)
- Short Visit to Nowhere (2001)
- Images (2004)
- Signs (2004)
- Be Music, Night - A Homage to Kenneth Patchen (2005)
- American Landscapes 1 (2007)
- American Landscapes 2 (2007)
- At Molde 2007 (2007)

Die Like a Dog Quartet - with Toshinori Kondo, William Parker, Hamid Drake
- Die Like a Dog: Fragments of Music, Life and Death of Albert Ayler (1994)
- Little Birds Have Fast Hearts, No. 1 (1998)
- From Valley to Valley (feat. Roy Campbell, Jr.) (1999)
- Little Birds Have Fast Hearts, No. 2 (1999)
- Aoyama Crows (2002)

Full Blast - with Marino Pliakas and Michael Wertmüller
- Full Blast (2006)
- Black Hole (2009)
- Sketches & Ballads (2011)

Globe Unity Orchestra
- Live in Wuppertal (1973)
- For Example (1973)
- Hamburg '74 (1974)
- Evidence (1975)
- Into the Valley (1975)
- Rumbling (EP) (1975)
- Jahrmarkt/Local Fair (1977)
- Improvisations (1977)
- Pearls (1977)
- Compositions (1979)
- Intergalactic Blow (1982)
- 20th Anniversary (1986)
- Globe Unity 67 & 70 (2001)
- Globe Unity 2002 (2002)

Last Exit - với Bill Laswell, Sonny Sharrock, Ronald Shannon Jackson
- Last Exit (1986)
- The Noise of Trouble (1986)
- Cassette Recordings '87 (1987)
- Iron Path (1988)
- Köln (1990)
- Headfirst into the Flames (1993)

North Quartet
- Malamute (2005)

Sonore - with Ken Vandermark và Mats Gustafsson
- No One Ever Works Alone (2004)
- Only the Devil Has No Dreams (2007)
- Call Before You Dig (2009)
- Cafe Oto (2011)

The Wild Mans Band - with Peter Ole Jørgensen and Peter Friis Nielsen
- The Wild Mans Band (1997)
- Three Rocks and a Pine (1999)
- The Darkest River (2003)
- Flower Head (2007)

The Wuppertal Workshop Ensemble
- The Family (1981)

ADA Trio - with Fred Lonberg-Holm và Paal Nilssen-Love
- ADA (2011)

### Hợp tác khác
Bailey / Sabu / Brötzmann
- Live in Okayama 1987 (2001)

Bergman / Borgmann / Brötzmann aka "Berg/Borg/Brötz: Mann/n"
- Ride Into the Blue (1996)
- Blue Zoo (1997)

Bergman / Braxton / Brötzmann
- Eight by Three (1997)

Bergman / Brötzmann / Cyrille
- Exhilaration (1997)

Borgmann / Brötzmann / Parker / Bakr
- The Cooler Suite (2003)

Peter Brötzmann / Juhani Aaltonen / Peter Kowald / Edward Vesala
- Hot Lotta (1973)

Peter Brötzmann / Gregg Bendian / William Parker
- Sacred Scrape, Secret Response (1994)

Brötzmann / Bennink
- Ein halber Hund kann nicht pinkeln (1977)
- Schwarzwaldfahrt (1977)
- Atsugi Concert (1980)
- Still Quite Popular After All Those Years (2005)
- Total Music Meeting 1977 Berlin (2006, archival)
- In Amherst 2006 (2008)

Peter Brötzmann / Caspar Brötzmann
- Last Home (1990)

Peter Brötzmann & Andrew Cyrille
- Andrew Cyrille Meets Brötzmann in Berlin (1982)

Peter Brötzmann & Hamid Drake
- The Dried Rat-Dog (1995)

Brötzmann / Drake / Kessler
- Live at the Empty Bottle (1999)

B.E.E.K. (Brötzmann, Ellis, Eneidi, Krall)
- Live at Spruce Street Forum (2004)

Brötzmann / Friis-Nielsen / Uuskyla
- Noise of Wings (1999)
- Flying Feathers (2002)
- Live at Nefertiti (Ayler Records, 2002)
- Medicina (2004)

Peter Brötzmann / Mahmoud Guinia / Hamid Drake
- The WELS Concert (1997)

Fushitsusha & Peter Brötzmann
- Nothing Changes No One Can Change Anything, I Am Ever-Changing Only You Can Change Yourself (2014)[5]

Peter Brötzmann & Shoji Hano
- Funny Rat [K7] (1982)
- Funny Rats/2 (2008)
- Funny Rats/3 (2008)

Peter Brötzmann, Fred Hopkins & Rashied Ali
- Songlines: Music Is a Memory Bank for Finding One's Way About the World (1994)

Peter Brötzmann, Fred Hopkins & Hamid Drake
- The Atlanta Concert (2001)

Brötzmann / Kondo / Pupillo / Nilssen-Love
- Hairy Bones (2009)

Brötzmann / Laswell
- Low Life (1987)

Peter Brötzmann / Fred Lonberg-Holm
- The Brain of the Dog in Section (2008)

Peter Brötzmann / Werner Lüdi
- Wie Das Leben So Spielt (1990)

Brötzmann / Mangelsdorff / Sommer
- Pica Pica (1984)

Peter Brötzmann, Joe McPhee, Kent Kessler & Michael Zerang
- Tales Out of Time (HatHut, 2002 [2004])
- Guts (Okka Disc, 2005)
- The Damage Is Done (2009)

Brötzmann / Michiyo Yagi / Nilssen-Love
- Head On (2008)

Brötzmann & Miller
- Brötzmann & Miller (2007)

Brötzmann / Miller / Moholo
- The Nearer the Bone, the Sweeter the Meat (1979)
- Opened, but Hardly Touched (1981)

Peter Brötzmann / Misha Mengelberg / Han Bennink
- 3 Points and a Mountain (1979)

Peter Brötzmann & Paal Nilssen-Love
- Sweet Sweat (2008)
- Woodcuts (2009)

Peter Brötzmann, Paal Nilssen-Love & Mats Gustafsson
- The Fat Is Gone (2007)

Brötzmann / Oliver / Kellers
- In a State of Undress (feat. Manfred Schoof) (1989)

Brötzmann / Parker / Drake
- Never Too Late but Always Too Early (2003)

Peter Brötzmann / William Parker / Michael Wertmüller
- Nothung (2002)

Peter Brötzmann & Walter Perkins
- The Ink Is Gone (2002)

Peter Brötzmann & Tom Raworth
- No Hard Feelings - For Steve Lacy (2007)

Peter Brötzmann / Ed Sivkov / Nick Rubanov
- Petroglyphs (2004)

Peter Brötzmann, Nicky Scopelitis & Shoji Hano
- Organized Chaos (2002)

Brötzmann / Sommer / Phillips
- Réservé (1989)

Peter Brötzmann - Keith Tippett Quartet
- appears on Bratislava Jazz Days compilation (1984)

Peter Brötzmann & Peeter Uuskyla
- Born Broke (2008)

Brötzmann / Van Hove / Bennink
- Balls (1970)
- Free Jazz und Kinder (1972)
- Brötzmann / Van Hove / Bennink (1973)
- Outspan No. 2 (1974)
- Tschüs (1975)

Brötzmann, Van Hove, Bennink & Albert Mangelsdorff
- Couscouss de la Mauresque (1971)
- Elements (1971)
- The End (1971)
- Outspan No. 1 (1974)
- Live in Berlin '71 (1991, archival)

Peter Brötzmann & Nasheet Waits
- Live at the 'Bottle' Fest 2005 (2005)

Brötzmann Wilkinson Quartet - with Simon Fell and Willi Kellers
- One Night in Burmantoft's (2007)

Peter Brötzmann / Yukihiro Issoh / Tamio Kawabata / Ryojiro Furusawa
- Vier Tiere (1993)

Brötzmann / Zerang
- Live in Beirut (2005)

Crispell / Brötzmann / Drake
- Hyperion (1995)

Frode Gjerstad / Peter Brötzmann
- Invisible Touch (1998)
- Sharp Knives Cut Deeper (2002)
- Soria Moria (2003)

Keiji Haino & Peter Brötzmann
- Evolving Blush or Driving Original Sin (1997)

Keiji Haino, Peter Brötzmann and Shoji Hano
- Shadows (2000)

Alfred Harth / Peter Brötzmann
- Go-No-Go (1987)

Achim Jaroschek / Peter Brötzmann
- Neurotransmitter (1998)
- Subtle Twister (2003)

Kellers / Brötzmann
- Kellers / Brötzmann (1981)

Evan Parker Trio & Peter Brötzmann Trio
- The Bishop's Move (2004)

Sabu Brötzmann Duo
- Sabu Brötzmann Duo (1997)

Frank Samba, Dieter Manderscheid, Peter Brötzmann
- Danquah Circle (2004)

Sharrock / Brötzmann
- Fragments (2007, archival)

Nicolai Yudanov, Peter Brötzmann & Sakari Luoma

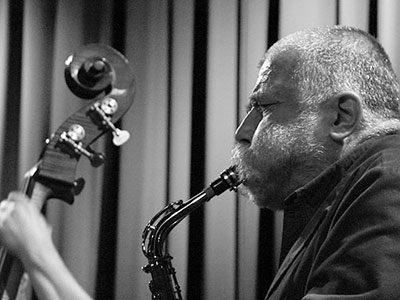
Peter Brötzmann, 2011

- Fryed Fruit (2001)

### Trong vai trò cộng tác hoặc khách mời
- B-Shops for the Poor - Visions & Blueprints (1992)
- Thomas Borgmann Trio - Stalker Songs (1997)
- Don Cherry, Krzysztof Penderecki & the New Eternal Rhythm Orchestra - Actions (1972)
- Heiner Goebbels - Hörstücke (1994)
- Barry Guy & London Jazz Composers' Orchestra - Study II, Stringer (2006)
- Haazz & Company - Unlawful Noise (1976)
- Charles Hayward - Double Agent(s) (Live in Japan Volume Two) (1996)
- Ruf de Heimat - Machine Kaput (1996)
- ICP Orchestra - Groupcomposing (1971)
- ICP Orchestra - "Tetterettet" (1978)
- ICP Orchestra - In Berlin (1979)
- Michael Nyman - Michael Nyman (1981)
- Misha Mengelberg - Japan Japon (1982)
- Neils & the New York Street Percussionists - Neils & the New York Street Percussionists (1990)
- Orchester 33 1/3 - Orchester 33 1/3 (1997)
- Alexander von Schlippenbach - The Living Music (1969)
- Manfred Schoof - European Echoes (1969)
- Cecil Taylor - Olu Iwa (1986)
- Cecil Taylor - Alms/Tiergarten (Spree) (1989)

## Phim
- RAGE!, made by Bernard Josse (F 2011)
- BRÖTZMANN, Filmproduktion Siegersbusch, documentary film by René Jeuckens, Thomas Mau and Grischa Windus (Cinema, DVD, D/UK 2011)